# ركبة طرقاء
ركبة طرقاء (بالإنجليزية: Genu recurvatum)‏ هو تشوه في مفصل الركبة، بحيث تنحني الركبة للخلف. في هذا التشوه، يحدث التمديد المفرط في المفصل الظنبوبي الفخذي. يسمى ركبة طرقاء أيضاً فرط تمدد الركبة والركبة الخلفية. هذا التشوه أكثر شيوعاً عند النساء[بحاجة لمصدر] والأشخاص الذين يعانون من تراخي الرباط العائلي. قد يكون فرط تمدد الركبة خفيفاً أو متوسطاً أو شديداً.
يتراوح المعدل الطبيعي للحركة لمفصل الركبة من 0 إلى 135 درجة لدى البالغين. يجب ألا يزيد تمديد الركبة بالكامل عن 10 درجات. في الركبة الطرقاء، يزداد التمديد الطبيعي. قد يؤدي تطور التكرار الجيني إلى آلام الركبة وفصال عظمي.

## أسباب
قد تكون العوامل التالية متورطة في التسبب في هذا التشوه:[بحاجة لمصدر]
- التراخي المتأصل في أربطة الركبة.

- ضعف العضلة ذات الرأسين الفخذية.

- عدم استقرار مفصل الركبة بسبب الأربطة وإصابات كبسولة المفصل.

- محاذاة غير مناسبة للساق وعظم الفخذ.

- سوء اتحاد العظام حول الركبة.

- ضعف في عضلات الورك الباسطة.

- ضعف عضلات الساق (في وضع الوقوف).

- آفة الخلايا العصبية الحركية العلوية (على سبيل المثال، شلل جزئي نتيجة لحادث وعائي دماغي).

- آفة الخلايا العصبية الحركية السفلية (على سبيل المثال، في متلازمة ما بعد شلل الأطفال).

- عجز في استقبال الحس العميق المشترك.

- تباين طول الطرف السفلي..الارتداد الخلقي.

- الشلل الدماغي.

- سوء التغذية العضلي.
- انثناء ظهري محدود (تقلص الانثناء الأخمصي).

- ضعف العضلات المأبضية.
  - اضطرابات النسيج الضام. في هذه الاضطرابات، هناك مشاكل مفرطة في حركة المفاصل (فرط الحركة المشتركة). تشمل هذه الاضطرابات:
    - متلازمة مارفان.
    - متلازمة لويز- ديتز.
    - متلازمة إيلرز دانلوس.
    - فرط الحركة (المفاصل).
    - مرض تكون العظم الناقص.

## فيزيولوجيا مرضية
تشمل أهم عوامل ثبات الركبة ما يلي:[بحاجة لمصدر]
- أربطة الركبة: يثبت مفصل الركبة بأربعة أربطة رئيسية:
  - الرباط الصليبي الأمامي. يلعب الرباط الصليبي الأمامي دوراً مهماً في استقرار حركة تمديد الركبة عن طريق منع الركبة من التمدد المفرط.
  - رباط صليبي خلفي.
  - الرباط الجانبي الوسطي.
  - الرباط الجانبي الشظوي.
- محفظة مشتركة أو محفظة مفصلية (خاصة محفظة الركبة الخلفية).
- عضلة رباعية الرؤوس.
- المحاذاة المناسبة لعظم الفخذ والساق (خاصة في وضع تمديد الركبة).

## علاج
يشمل العلاج بشكل عام ما يلي:[بحاجة لمصدر]
- في بعض الأحيان العلاج الدوائي لعلاج المرض الأولي.
- العلاج الطبيعي: العلاج الطبيعي سيكون مفيداً في المريض الذي يشكو من الألم وعدم الراحة.
- علاج وظيفي.
- استخدام الأجهزة المساعدة المناسبة مثل أجهزة التقويم.
- جراحة.

## حالات
تعتبر هذه الحالة نادرة، حيث يتأثر حوالي 1 من كل 100000 ولادة بالشكل الخلقي للركبة الطرقاء، على الرغم من أنها سمة شائعة في بعض الاضطرابات، مثل فرط الحركة المشتركة، والذي يؤثر على 1 من كل 30 شخصاً. 

## روابط خارجية
- الأكاديمية الأمريكية لأخصائيي تقويم العظام والأطراف الاصطناعية
- التشخيص التفريقي للأطفال الذين يعانون من فرط الحركة المشتركة: مراجعة الأدبيات